# Paul’s Boutique
Paul’s Boutique ist das zweite Studioalbum des US-amerikanischen Hip-Hop-Trios Beastie Boys. Es wurde im Juli 1989 veröffentlicht und gilt als Meilenstein des Genres, insbesondere aufgrund des innovativen Einsatzes des Samplings.

## Geschichte
Das Album wurde 1988/89 in Los Angeles und New York City aufgenommen. Nach dem ersten Album war die Band von einigen schon als One-Hit-Wonder abgeschrieben. Die Band unterschrieb bei Capitol Records und EMI. Mit dem zweiten Album konzentrierte sich die Band darauf, weniger kommerzielles Songmaterial zu veröffentlichen. Im Hintergrund stand das Produzenten-Trio Dust Brothers, Toningenieur bei den Aufnahmen war Mario Caldato Jr. Insgesamt wurden auf dem Album 105 Songs gesampelt, weswegen es die Herangehensweise im Hip-Hop an das Sampling völlig neu definierte. Gesampelt wurden Songs von Musikern und Bands wie The Beatles, Commodores, The Isley Brothers, Johnny Cash, Pink Floyd, Curtis Mayfield, Led Zeppelin, Ramones, The Sweet, Sly & the Family Stone, The Band oder James Brown. Paul’s Boutique war eines der letzten Alben aus dem Golden Age of Hip-Hop, das unlizenzierte Samples enthielt. Ab den frühen 1990er Jahren wurde das Sampling von urheberrechtlich geschützter Musik stark juristisch reglementiert.

## Titelliste
Alle Songs wurden von den Beastie Boys (Michael Diamond, Adam Horovitz, Adam Yauch) und den Dust Brothers (John King, Mike Simpson, Matt Dike) geschrieben.
Seite 1
1. To All the Girls – 1:29
2. Shake Your Rump – 3:19
3. Johnny Ryall – 3:00
4. Egg Man – 2:57
5. High Plains Drifter – 4:13
6. The Sounds of Science – 3:11
7. 3-Minute Rule – 3:39
8. Hey Ladies – 3:47
Seite 2
9. 5-Piece Chicken Dinner – 0:23
10. Looking Down the Barrel of a Gun – 3:28
11. Car Thief – 3:39
12. What Comes Around – 3:07
13. Shadrach – 4:07
14. Ask for Janice – 0:11
15. B-Boy Bouillabaisse – 12:33
59 Chrystie Street
Get on the Mic
Stop That Train
A Year and a Day
Hello Brooklyn
Dropping Names
Lay It on Me
Mike on the Mic
A.W.O.L.
Bonustracks (Japan)
16.	33% God – 3:53
17.	Dis Yourself in ’89 (Just Do It) – 3:29

## Rezeption
Die Musikzeitschrift Rolling Stone wählte 2003 Paul’s Boutique auf Platz 156 und 2020 auf Platz 125 der 500 besten Alben aller Zeiten. Es belegt zudem Platz 30 der 200 besten Hip-Hop-Alben aller Zeiten. Die deutsche Ausgabe wählte es auf Platz 16 der 50 besten Hip-Hop-Alben.
In der Aufstellung der 500 besten Alben aller Zeiten des New Musical Express erreichte Paul’s Boutique Platz 32.
Pitchfork wählte es 2002 auf Platz 3 der 100 besten Alben der 1980er Jahre und 2018 auf Platz 15 der 200 besten Alben des Jahrzehnts. Shake Your Rump belegt Platz 30 der 200 besten Songs der 1980er Jahre.
Spin führt es auf Platz 17 der 300 besten Alben aus dem Zeitraum 1985 bis 2014.
Das Magazin Time nahm es in die Auswahl der 100 wichtigsten Alben auf.
Paul’s Boutique gehört zu den 1001 Albums You Must Hear Before You Die.

„Nachdem sich das Trio als lustig krakeelende Party-Rapper etabliert hatte, als jüdische Punks, die HipHop kapiert hatten, kam schon das nächsthöhere Level: eine psychedelische Collage voller funky Beats und krasser stilistischer Brüche. Trotzdem passt alles traumhaft zusammen, selbst die quengelnden Stimmen. Schwarz zu sein ist hier klar eine Frage der Einstellung nicht der Hautfarbe.“

„Die in den USA auf Platz 14 eingestiegene Platte gilt zunächst als Flop, die Plattenfirma stellt jegliche Promotion ein. Doch über die Jahre reift das von den Dust Brothers dicht produzierte Werk zu einem der besten und wichtigsten der HipHop-Geschichte. Mit einem Exzess aus mehr als hundert, entgegen landläufiger Meinung großteils geklärter Samples von Johnny Cash über Led Zeppelin und Sweet bis zu den Beatles etablierte die Band Sampling als absolut relevante Kunstform.“

Blan P von MZEE bewertet das Album in einer Empfehlung als „HipHop-Meilenstein“. Paul’s Boutique biete „so viele Facetten, dass es wahrscheinlich jedem Musik-Nerd das Herz aufgehen lässt. […] Aber auch abgesehen von subjektiven Wahrnehmungen bietet die Platte genug Material, um sich wochenlang mit ihr auseinanderzusetzen und sie lieben zu lernen.“